# Milton Bradley Company
La Milton Bradley Company (abbreviato MB) è stata una casa editrice statunitense di giochi da tavolo e, in misura minore, di videogiochi.

## Storia
Fu fondata nel 1860 a Springfield nello stato del Massachusetts da Milton Bradley, che viene considerato il pioniere del gioco da tavolo negli Stati Uniti.
Nel 1984 venne acquisita dalla Hasbro, mantenendo comunque un marchio proprio (analogamente a un'altra grande casa editrice di giochi acquisita dalla Hasbro, la Parker Brothers).

## Prodotti famosi
Fra i giochi di maggior successo prodotti da questa casa editrice, si possono ricordare il gioco astratto Forza 4 (Connect 4, 1974) e il gioco elettronico Simon (1978).

Axis and Allies (1984), pur avendo avuto un successo molto inferiore presso il grande pubblico, è piuttosto noto e amato fra gli appassionati di giochi da tavolo.
Ha avuto notevole successo e ha ancora oggi un seguito, invece, il gioco da tavolo HeroQuest (1989).
Alla Milton Bradley si devono anche alcuni videogiochi (per esempio per Atari 2600) e due console per videogiochi, Vectrex e Microvision.

## Giochi prodotti
- Affonda la flotta
- Attenti al Furbo
- L'allegro chirurgo
- Battaglia dei pianeti
- Battle Masters
- Big Trak (1979)
- Brivido
- Cascadix
- Castello Incantato
- Cheyenne
- Comincia Per...
- Crack!
- Crash Canyon
- Dimmi Dimmi

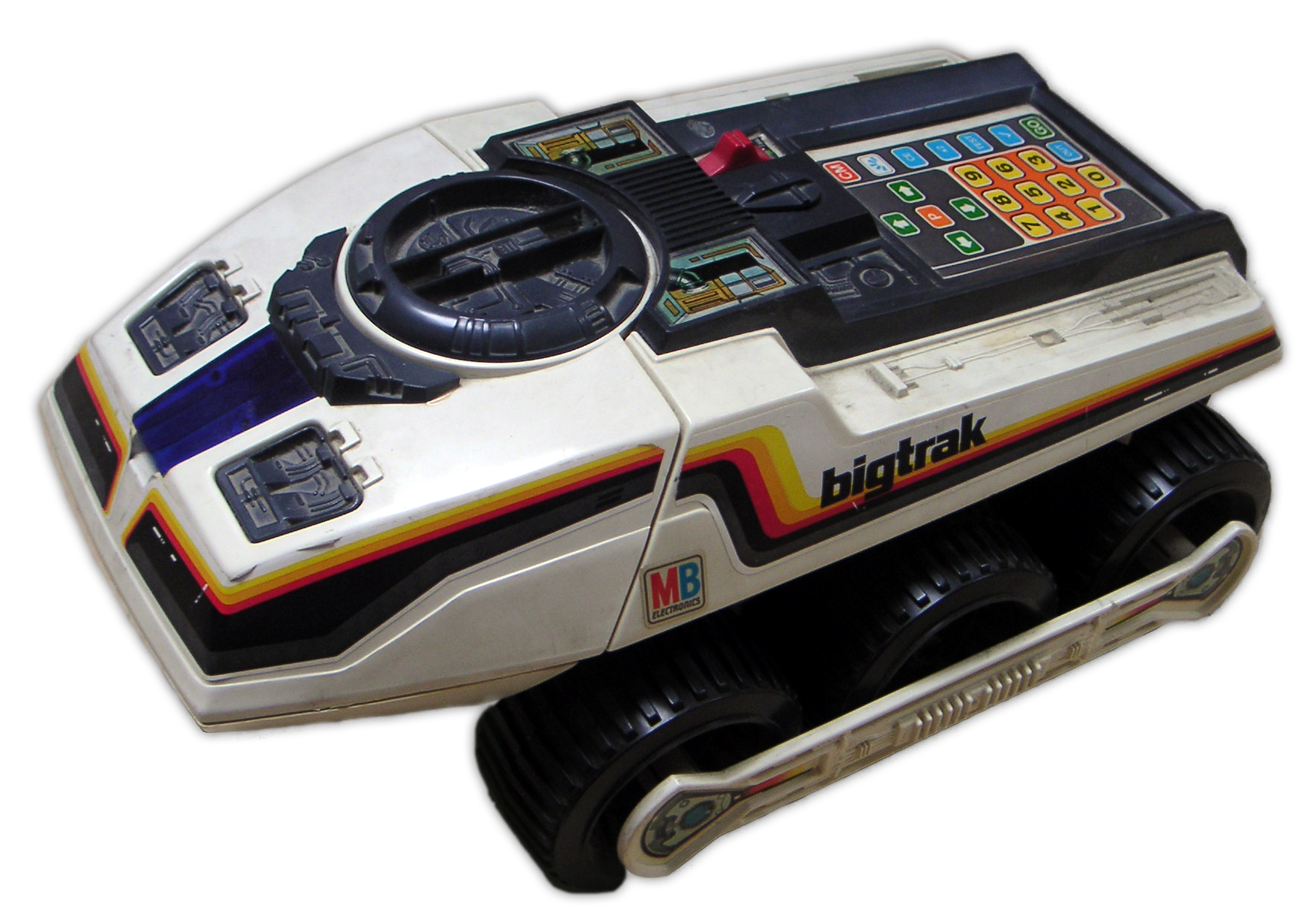
Big Track

- Dragon - I misteri della vecchia Pechino (1987)
- Forza quattro
- The Game of Life
- Gira la moda
- HeroQuest
- Hotel
- Indovina Chi?
- Inkognito
- L'acchiappapulci (Bed Bugs)
- L'isola di fuoco (plastico 3D)
- L'erede misterioso
- Le Paris-Dakar
- Mio Mini Pony Carosello
- Picchiatello
- Rigore
- Saltinmente
- Il Maestro di Scacchi
- StarQuest
- Simon
- Sogo[1]
- Spago spaghetti
- Skualo attacca
- Taboo
- Il tesoro del tempio
- Topo trap
- Trabocchetto
- Twister